# 王安憶
王安憶（1954年3月6日—），祖籍福建同安，生于江苏南京，为导演王啸平与小说家茹志鹃的次女，中华人民共和国女作家，被普遍视为中国当代文学的重要作家、知青文学与寻根文学的代表人物。她的代表作品包括《长恨歌》（20世纪中文小说100强）、《天香》、《启蒙时代》等。

## 生平
王安忆的父親是話劇作家、導演王嘯平，是祖籍福建省同安县的新加坡華僑，抗戰期間回國投效新四軍；母親是女作家茹志鹃。王安憶是兩人的次女，生於南京市。1955年随母移居上海市。1961年入淮海中路小学，1967年入向明中学读初中，文革期间曾经秘密地阅读翻译过来的外国著作，包括屠格涅夫、列夫·托尔斯泰、高尔基、普希金、罗曼·罗兰、大仲马、小仲马等经典作家的作品。
1970年，王安憶到安徽省五河县農村插队落户。1972年，王安憶考入江苏省徐州地区文工团，在乐队拉大提琴，并開始小說创作活动。1976年，王安憶开始发表作品。1978年，王安憶调回上海，擔任中国福利会《儿童时代》编辑。1980年，入中国作协文学讲习所学习。1987年，王安憶调上海作家协会创作室，从事专业创作。之後担任中国作协理事、上海市作家協會副主席、上海市作家協會主席。现任中国作家协会副主席、复旦大学中文系教授。
王安憶1981年和李章結婚，後者為上海音樂出版社編輯。二人沒有子女。

## 作品风格
王安忆的小说，多以平凡的小人物为主人公，不平凡经历与情感，挖掘生活，在艺术表现上，她的早期小说多感情抒发，近期创作则趋于冷静和细致。她以敏感和高超的领悟力来控制故事微妙的气氛发展以及人物的心理变化，细腻精准。她的作品讲的是平常故事、柴米生计，可她探讨的是故事背后强大而仁慈的自然规律。这是她对人性和人的生存状态及本体世界的关怀，这使她的作品具有了超乎寻常的意义。同时她的作品中时常有女性温柔的体现，以及谨慎内省多思的品格。这使她成为文坛一个特立独行的异数存在。

## 作品

### 长篇小说
- 《69届初中生》1986中国青年出版社
- 《黃河故道人》1986四川文艺出版社
- 《虚构与纪实》1993人民文学出版社
- 《米尼》1994云南人民出版社
- 《長恨歌》1996作家出版社
- 《妹頭》2000南海出版公司
- 《富萍》2001湖南文艺出版社
- 《上種紅菱下種藕》2002上海文艺出版社
- 《流水三十章》2002流水三十章
- 《桃之夭夭》2003上海文艺出版社
- 《发廊情话》2003江苏文艺出版社
- 《遍地梟雄》2005上海文艺出版社
- 《啟蒙時代》2006人民文学出版社
- 《天香》2011天香
- 《匿名》2015人民文学出版社
- 《考工記》2018花城出版社
- 《一把刀，千個字》2021人民文学出版社
- 《五湖四海》2022人民文学出版社

### 中篇小说
- 三戀（《荒山之戀》、《小城之戀》以及《錦繡谷之戀》）
- 《小鮑庄》1985上海文艺出版社
- 《海上繁華夢》1989花城出版社
- 《傷心太平洋》1995华艺出版社
- 《我愛比爾》（台灣：處女蛋）2000南海出版公司
- 《大劉庄》2013上海文艺出版社

### 短篇小说集
- 《流逝》1983四川人民出版社
- 《獨語》1998湖南文艺出版社
- 《我讀我看》2001上海人民出版社
- 《隱居的時代》2002上海文艺出版社
- 《憂傷的年代》2002新世界出版社
- 《化妝間》
- 《兒女英雄傳》
- 《叔叔的故事》2004中国电影出版社
- 《剃度》2000南海出版公司
- 《本次列车终点》2015上海文艺出版社
- 《紅豆生南國》2017人民文学出版社

### 散文随笔
- 《蒲公英》1988上海文艺出版社
- 《旅德的故事》1990江苏文艺出版社
- 《乘火车旅行》1995中国华侨出版
- 《漂泊的语言》1996作家出版社
- 《重建象牙塔》1997海远东出版社
- 《独语》1998湖南文艺出版社
- 《走近世纪初》1999浙江文艺出版社
- 《王安忆散文》2008人民文学出版社
- 《街灯底下》2005山东画报出版社
- 《窗外与窗里》2008中国文联出版社
- 《劍橋的星空》2013北京十月文艺出版
- 《母女同游美利坚》（与茹志娟合著）2018中信出版集团

### 文论集
- 《心灵世界》1997复旦大学
- 《我读我看》2001上海人民出版社
- 《王安忆说》2003湖南文艺出版社
- 《故事与讲故事》2011复旦大学出版社

### 文集
- 《王安忆短篇小说编年》4卷，2009人民文学出版社
- 《王安忆长篇小说》10册，2010人民文学出版社
- 《王安忆中篇小说》8册，2013上海文艺版出版社

## 改編
《長恨歌》於2005年由香港導演關錦鵬改編為同名電影。

## 獎項及榮譽
- 1996：《紀實與虛構》獲聯合報讀書人最佳書獎文學類
- 1996：《長恨歌》獲選中國時報開卷好書獎十大好書中文創作類
- 1998：《長恨歌》獲選第四屆上海文學藝術獎
- 1999：《長恨歌》獲選亞洲週刊二十世紀中文小說一百強
- 2000：《長恨歌》獲選90年代最有影響力的中國作品、第五屆茅盾文學獎
- 2001：獲第一屆星洲日報花蹤世界華文文學獎
- 2001：《富萍》獲中國時報開卷十大好書中文創作類
- 2002：《上種紅菱下種藕》獲中國時報開卷十大好書中文創作類、聯合報讀書人最佳書獎文學類
- 2003：《富萍》獲選「上海長中篇小說優秀作品大獎」長篇小說二等獎
- 2005：《遍地梟雄》獲亞洲週刊中文十大好書
- 2008：《啟蒙時代》獲華語文學傳媒大獎年度小說家獎
- 2008：《啟蒙時代》獲第2屆紅樓夢獎評審團獎
- 2012：《天香》獲第4屆紅樓夢獎首獎
- 2013：《天香》獲第2屆施耐庵文學獎
- 2016：獲第5屆纽曼华语文学奖

## 评价

### 正面评价
台灣出身的旅美文學評論家王德威於其小論文《海派文學，又見傳人——王安憶的小說》中，謂王安憶是繼張愛玲後，又一海派文學傳人，高度評價王安憶在現代中文文壇的地位。王安忆在访谈中提到，“这个时代是一个我不太喜欢的时代。它的特征是外部的东西太多了。物质东西太多，人都缺乏内心生活。我甚至很怀念文化大革命我们青春的时代。那时物质真是非常匮乏，什么都没有。但那个时候我们的内心都非常丰富。我想我们都是在那种内心要求里开始学习文学。在今天的社会里，我觉得年轻人都非常性急，性急地想从阅读里得到快感、性急得没有一点耐性说我静下来好好地去想一想、慢慢读、慢慢地去得到这种乐趣。他们要快速地得到乐趣。”

### 负面评价
著名文学批评家肖鹰评点王安忆时说：“我曾经很欣赏王安忆和张炜这两位作家，他们的作品，比如《小鲍庄》、《九月寓言》等曾经令我觉得他们是中国最有希望的两位作家。但是现在，我对他们后期的作品却十分失望。以王安忆来说，自从《长恨歌》之后，她就沉入到上海小女人式的自爱自怜的自我重复之中去了。 ”

## 家庭
母亲茹志鹃，父亲王啸平，姐姐王安诺，弟弟王安桅。丈夫李章。